# Kazimierza Wielka
Kazimierza Wielka là một thị trấn thuộc huyện Kazimierski, tỉnh Świętokrzyskie ở trung tâm Ba Lan. Thị trấn có diện tích 5 km². Đến ngày 1 tháng 1 năm 2011, dân số của thị trấn là 5575 người và mật độ 1046 người/km².